# Kämpferinnen
Kämpferinnen (Originaltitel französisch: Les Combattantes) ist eine französisch-belgische Miniserie aus dem Jahr 2022. Sie spielt im September 1914 in einem Dorf in den Vogesen, nahe der deutsch-französischen Front.

## Handlung
Die Handlung schildert das Schicksal von vier fiktiven Frauen während des Ersten Weltkriegs:
- Agnès ist die Oberin des Klosters von Saint-Paulin, das als Militärkrankenhaus genutzt wird, sie hilft gemeinsam mit den anderen Nonnen bei der Pflege und der Versorgung der Verwundeten. Angesichts der Grausamkeiten des Krieges zweifelt sie zusehends an ihrem Glauben, zudem verliebt sie sich in einen der verwundeten Soldaten im Kloster, der sich letztlich als Deutscher entpuppt.
- Suzanne Faure, eine Krankenschwester aus Paris, ist nach einer tödlich verlaufenen Abtreibung auf der Flucht vor dem Ehemann ihrer Patientin. Ihre Schleuserin Jeanne Charrier wird von einer deutschen Patrouille erschossen, sodass Suzanne ihren Fluchtplan aufgibt, sich als Jeanne ausgibt und im Kloster als Krankenschwester dem Arzt Joseph Duvernet zur Hand geht, in den sie sich verliebt. Ihr Betrug droht aufzufliegen, als Jeannes Ehemann Lucien im Kloster eintrifft.
- Marguerite de Lancastel ist eine Prostituierte aus Paris, die im Bordell der Geschwister Dumont Arbeit findet. Sie ist auf der Suche nach ihrem geheimen Sohn Colin de Renier, der in der Nähe von Saint-Paulin stationiert ist.
- Caroline Dewitt wird Leiterin einer Lastwagenfabrik, als ihr Ehemann eingezogen wird. In der Folge hat sie mit diversen Problemen zu kämpfen, als zunächst alle Mitarbeiter eingezogen werden und dann ein wichtiger Auftrag kurz vor Fertigstellung annulliert wird. Ihr Schwager Charles will die Fabrik zur Munitionsproduktion nutzen, Caroline entwickelt jedoch gemeinsam mit Marguerite den Plan, die Lastwagen als Krankenwagen für die Front einzusetzen.

## Besetzung und Synchronisation
| Rolle                   | Schauspieler           | Synchronsprecher   |
| ----------------------- | ---------------------- | ------------------ |
| Oberin Agnès            | Julie de Bona          | Schaukje Könning   |
| Suzanne Faure           | Camille Lou            | Susanne Geier      |
| Joseph Duvernet         | Tom Leeb               | Daniel Völz        |
| Abbé Vautrin            | Laurent Gerra          | Johannes Berenz    |
| Caroline Dewitt         | Sofia Essaïdi          | Giuliana Jakobeit  |
| Éléonore Dewitt         | Sandrine Bonnaire      | Sabine Arnhold     |
| Charles Dewitt          | Grégoire Colin         | Sven Gerhardt      |
| Marguerite de Lancastel | Audrey Fleurot         | Christin Marquitan |
| Marcel Dumont           | Yannick Choirat        | Dennis Schmidt-Foß |
| Yvonne Dumont           | Florence Loiret Caille | Dina Kürten        |
| Juliette                | Eden Ducourant         | Özge Kayalar       |
| General Duvernet        | Tchéky Karyo           | K.Dieter Klebsch   |
| Colin de Renier         | Maxence Danet-Fauvel   | Nicolás Artajo     |
| Jeanne Charrier         | Romane Portail         | Berenice Weichert  |
| Lucien Charrier         | Vincent Rottiers       | Timo Weisschnur    |
| Till von Hoffstaten     | Pascal Houdus          | –                  |
| Louis Compoing          | Noam Morgensztern      | Tobias Nath        |

## Episodenliste
| Nr. (ges.) | Nr. (St.) | Deutscher Titel | Originaltitel | Regie             | Drehbuch                       |
| --- | --------- | --------------- | ------------- | ----------------- | ------------------------------ |
| 1 | 1         | Folge 1         | Épisode 1     | Alexandre Laurent | Cécile Lorne & Camille Treiner |
| Saint-Paulin 1914, nahe der deutsch-französischen Front. Suzanne Faure, eine Krankenschwester, ist auf der Flucht vor dem Polizisten Louis Compoing, nachdem dessen Frau nach einer Abtreibung bei ihr verstorben ist. Die Schleuserin Jeanne Charrier soll ihr helfen, in die Schweiz zu entkommen, wird jedoch auf der Flucht von Compoing angeschossen. Jeanne und Suzanne finden auf einem Bauernhof Zuflucht. Während Suzanne sich nach Saint-Paulin begibt, um im dortigen Kloster, das als Feldkrankenhaus genutzt wird, Verbandsmaterialien zu holen, wird der Bauernhof von deutschen Soldaten überfallen. Alle Bewohner sowie Jeanne kommen ums Leben, sodass sich Suzanne in der Folge als Jeanne ausgibt, um einer Verhaftung zu entgehen. Agnès, die Oberin des Klosters, kommt zum Hof, um die Bewohner zu warnen, ist jedoch zu spät. Sie nimmt Suzanne mit sich und trifft im Wald zudem auf einen verwirrten, stummen Soldaten, der ebenfalls mit ins Kloster gebracht wird. Gleichzeitig verabschiedet sich Caroline Dewitt von ihrem Ehemann Victor, der eingezogen wird. In seiner Abwesenheit soll sie ihn als Leiterin einer Lastwagenfabrik vertreten, was sich jedoch schwierig gestaltet, da alle Mitarbeiter ebenfalls eingezogen werden. Zur gleichen Zeit trifft die Prostituierte Marguerite de Lancastel in Saint-Paulin ein und wird im Bordell der Geschwister Dumont angestellt. Sie erkundigt sich nach der Lage des französischen Militärlagers und spioniert es aus. In Saint-Paulin trifft sie auch auf Caroline, die sie aus ihrer Zeit in Paris kennt. |           |                 |               |                   |                                |
| 2 | 2         | Folge 2         | Épisode 2     | Alexandre Laurent | Cécile Lorne & Camille Treiner |
| Bei den Dewitts trifft Carolines Schwager Charles aus Paris ein, der vorschlägt, die Lastwagenfabrik in eine Munitionsfabrik umzuwandeln. Caroline will jedoch das Erbe ihres Mannes bewahren und engagiert die Ehefrauen der Mitarbeiter, um die Lastwagen fertigzustellen. Gerade als die Bestellung fertig ist, annulliert der Auftraggeber die Bestellung und die Fabrik steht erneut vor dem Aus. Marguerite wird von den Dumonts über ihre vermeintliche Spionage konfrontiert, wobei Marcel richtig vermutet, dass sie ihren Sohn, der Soldat im Lager ist, sucht. Suzanne hat sich gegen die Flucht entschieden und arbeitet stattdessen als Jeanne Charrier als Krankenschwester im Kloster, wo sie dem Arzt Joseph Duvernet zur Hand geht, der von ihren medizinischen Kenntnissen beeindruckt ist. Oberin Agnès entwickelt zusehends Gefühle für den stummen Soldaten. Gleichzeitig ahnt sie, dass Suzanne nicht Jeanne ist, und erkundigt sich im Krankenhaus, in dem Suzanne/Jeanne zuvor gearbeitet hat, nach einer Krankenschwester ihres Namens. |           |                 |               |                   |                                |
| 3 | 3         | Folge 3         | Épisode 3     | Alexandre Laurent | Cécile Lorne & Camille Treiner |
| Der stumme Soldat gibt sich als Till, einen Deutschen zu erkennen, Agnès schützt ihn jedoch weiterhin. Auch erfährt sie, dass Jeanne Charrier nie als Krankenschwester gearbeitet hat, Suzanne Faure jedoch schon. Marguerite besucht ihren Sohn, der noch immer nicht weiß, dass sie seine Mutter ist, im Feldlager, als dieses von den Deutschen angegriffen wird. Mit ihrem Auto bringt sie einen Verwundeten ins Kloster, wo dieser jedoch stirbt. Joseph und Suzanne küssen sich, werden jedoch von der Nachricht unterbrochen, dass Jeannes Ehemann Lucien Charrier im Kloster eingetroffen ist. |           |                 |               |                   |                                |
| 4 | 4         | Folge 4         | Épisode 4     | Alexandre Laurent | Cécile Lorne & Camille Treiner |
| Lucien fordert Suzanne auf, sich weiterhin als Jeanne auszugeben und droht, sie ansonsten den Behörden zu melden. Suzanne erfährt, dass Lucien und Jeanne für die Deutschen spionieren. Caroline hat die Idee, ihre Lastwagen zu Krankenwagen umzubauen, um verwundete Soldaten von der Front schneller ins Krankenhaus zu bringen. Marguerite schlägt vor, ehemalige Prostituierte als Fahrerinnen einzusetzen. General Duvernet erteilt den Auftrag, zum Unmut von Charles, der die Fabrik weiterhin in eine Munitionsfabrik umwandeln will, da eine kriegswichtige Produktion die einzige Möglichkeit ist, damit er vom Frontdienst freigestellt wird, was er seiner Mutter und Schwägerin jedoch nicht verrät. Wenig später teilt Duvernet Caroline mit, dass ihr Mann an der Front gestorben ist, was diese zunächst für sich behält, um das Krankenwagenunternehmen nicht zu gefährden. Suzanne erfährt, dass es sich bei Till um einen Deutschen handelt und will ihn melden, aber Agnès gibt zu erkennen, dass sie weiß, dass sie nicht Jeanne, sondern Suzanne ist, sodass beide in Einvernehmen schweigen. Agnès schläft mit Till, wird dabei jedoch von Abbé Vautrin beobachtet. |           |                 |               |                   |                                |
| 5 | 5         | Folge 5         | Épisode 5     | Alexandre Laurent | Cécile Lorne & Camille Treiner |
| Lucien erklärt Suzanne, dass seine Tochter von den Deutschen entführt worden ist und er diese deshalb mit Informationen versorgen muss. Deshalb soll sich Suzanne weiterhin als Jeanne ausgeben. Agnès ist hin- und hergerissen zwischen ihrem Glauben und ihrer Liebe zu Till. Als Till dies bemerkt, verlässt er das Kloster, um ihr das Leben leichter zu machen. Eines Nachts beobachtet Agnès Abbé Vautrin, wie er sich an der Novizin Geneviève vergeht. Marguerite besucht ihren Sohn erneut im Lager und beschließt, nicht länger als Prostituierte, sondern als Krankenwagenfahrerin zu arbeiten, zum großen Unmut Marcel Dumonts, der sich in sie verliebt hat. Auch Marguerites Sohn Colin hat Gefühle für sie entwickelt und versucht, sie zu küssen. Marguerite ist entsetzt und flieht, ohne ihm von ihrer Verwandtschaft zu berichten. Für ihre Leistung bezüglich der Versorgung von Verwundeten bekommen Marguerite, Suzanne, Agnès und Caroline von Präsident Raymond Poincaré einen Orden verliehen. Carolines Schwiegermutter erfährt endlich vom Tod ihres Sohnes Victor und konfrontiert Caroline damit, dass sie es ihr nicht erzählt hat. Charles sieht keinen anderen Ausweg, um sich vom Wehrdienst zu befreien, als seine Hand in eine Presse der Fabrik zu legen. |           |                 |               |                   |                                |
| 6 | 6         | Folge 6         | Épisode 6     | Alexandre Laurent | Cécile Lorne & Camille Treiner |
| Nach den schrecklichen Ereignissen des Krieges und ihren Erkenntnissen über Abbé Vautrin hinterfrag Agnès ihren Glauben weiter. Sie bietet Geneviève Hilfe an, was diese jedoch ablehnt. Als die Novizin herausfindet, dass sie schwanger ist, erhängt sie sich an der Kordel einer Glocke. Marcel erzählt Colin, dass Marguerite seine Mutter ist, woraufhin dieser sie konfrontiert. Marguerite erläutert, dass sie mit 17 schwanger wurde und vom Vater des Kindes und ihrer Familie verlassen wurde, sodass sie Prostituierte wurde, um sich ernähren zu können. Colin will nichts von ihr wissen. Als Marguerite ins Haus der Krankenwagenfahrerinnen zurückkehrt, trifft sie auf Caroline und küsst sie. Diese Information kommt über Umwege zu Charles, der Caroline in Anwesenheit seiner Mutter damit konfrontiert, dass sie eine ehemalige Prostituierte ist und zudem ein Verhältnis mit einer Frau unterhält. |           |                 |               |                   |                                |
| 7 | 7         | Folge 7         | Épisode 7     | Alexandre Laurent | Cécile Lorne & Camille Treiner |
| Caroline wird von ihrer Schwiegermutter des Hauses verwiesen, ihre Tochter muss sie zurücklassen. Sie findet Unterkunft bei den Krankenwagenfahrerinnen. Charles ist eifersüchtig auf seine Nichte und will sie loswerden, indem er ihr erzählt, dass Caroline an einer Höhle auf sie wartet. Diese liegt jedoch im Gebiet der Deutschen. Als Caroline davon erfährt, eilt sie gemeinsam mit Marguerite zu der Höhle, wo sie nur knapp einer deutschen Patrouille entkommen, da einer der Soldaten sie zwar bemerkt, sie jedoch verschont. Als sie zum Firmengelände der Dewitts zurückkehren, werden Marguerite und Caroline verhaftet, da man ihnen vorwirft, Drogen ins französische Lager geschmuggelt zu haben. Die eigentlich Verantwortlichen sind die Dumonts, Yvonne hatte mit der Beschuldigung eine gute Möglichkeit gesehen, von ihrer eigenen Schuld abzulenken und Marguerite loszuwerden, in die ihr Bruder nach wie vor verliebt ist. Oberin Agnès kontaktiert das Bistum, um vom Verhalten des Abbé zu berichten, nachdem eine weitere Novizin zur Aussage Bereit ist. Lucien erwartet ein weiteres Treffen mit den Deutschen, Suzanne will nicht mehr kooperieren, wird von ihm jedoch gezwungen. Joseph, der ihn aufhalten will, wird von ihm niedergeschlagen. Beim Treffen mit den Deutschen erzwingt Lucien die Herausgabe seiner Tochter, opfert sich jedoch selbst, indem er sich zusammen mit dem Anführer der Deutschen mit einer Granate in die Luft sprengt. Nach ihrer Rückkehr nach Saint-Paulin kümmert sich Suzanne um den verletzten Joseph.                 |           |                 |               |                   |                                |
| 8 | 8         | Folge 8         | Épisode 8     | Alexandre Laurent | Cécile Lorne & Camille Treiner |
| Der Bischof, den Agnès um Hilfe gegen Abbé Vautrin gebeten hat, gibt zu erkennen, dass er die Vorwürfe nicht verfolgen wird. Der Abbé wird lediglich in ein anderes Kloster versetzt. Agnès erklärt daraufhin, dass sie alle Nonnen in allen Klöstern Frankreichs vorwarnen wird. Der Polizist Louis Compoing hat Suzanne auf einem Zeitungsfoto bei ihrer Ordensverleihung erkannt und will sie nun töten. Suzanne erbittet sich Zeit, um Joseph weiter zu versorgen. Währenddessen spricht Agnès mit Compoing über Vergebung und Verständnis, sodass dieser schließlich von seiner Rache absieht, als er erkennt, dass Suzanne seine Frau nicht absichtlich getötet hat, sondern diese selbst bereut, dass sie sie nicht retten konnte. Nachdem bekannt wird, dass die Deutschen Saint-Paulin attackieren werden, sollen alle Zivilisten die Stadt verlassen. Caroline und Marguerite werden aus dem Gefängnis befreit, nachdem Juliette zugegeben hat, im Auftrag Yvonnes Drogen bei ihnen versteckt zu haben, um sie des Drogenhandels zu beschuldigen. Caroline will mit ihrer Tochter und ihrer Schwiegermutter zu Verwandten in die Touraine gehen. Charles wird im Garten des Dewitt-Anwesens von den deutschen Soldaten erschossen. Marguerite eilt an die Front zu ihrem Sohn. Sie trifft ihn verwundet an und wird beim Versuch, zu ihm zu gelangen, ebenfalls verwundet. Beide werden von den anderen Fahrerinnen zum Krankenwagen gebracht. Im Krankenhaus bereitet man sich auf die Ankunft der Verwundeten vor.                                                                |           |                 |               |                   |                                |

## Produktion und Veröffentlichung

### Entstehung
Bereits während der Dreharbeiten der Miniserie Der Basar des Schicksals planten Regisseur Alexandre Laurent und Produzentin Iris Bucher eine Fortsetzung. Jedoch sollte es sich nicht um eine zweite Staffel, sondern vielmehr um eine andere Historienserie mit den drei Schauspielerinnen Audrey Fleurot, Camille Lou und Julie de Bona als Hauptdarstellerinnen handeln. Zunächst wurde sogar überlegt, alle Schauspieler aus Der Basar des Schicksals in anderen Rollen für die neue Serie zu übernehmen, was jedoch verworfen wurde. Stattdessen wollte man sich auf die drei Hauptcharaktere konzentrieren. Grundlage von Kämpferinnen war das Projekt Ambulance 14 von Drehbuchautorin Cécile Lorne, das im Rahmen des Innovationsförderungsfonds des CNC (Centre National du Cinéma) ausgearbeitet worden war. Die Leiterin einer Lastwagenfabrik, Caroline Dewitt, war zunächst nur eine Nebenrolle, fand beim Sender TF1 jedoch so viel Anklang, dass das Originaldrehbuch verfeinert wurde und Caroline zur vierten Heldin der Serie avancierte, die von Sofia Essaïdi dargestellt wurde.
Ähnlich wie bei Der Basar des Schicksals sollten die Schicksale mehrerer Frauen unterschiedlicher Hintergründe im Fokus der Serie stehen. Zudem sollte das Licht auf die vergessenen Heldinnen des Ersten Weltkriegs gelenkt werden, die die Plätze der kämpfenden Männer eingenommen hatten und dadurch auch an Unabhängigkeit gewonnen hatten. Neben diesem feministischen Aspekt waren jedoch auch der Umgang von Menschen mit Krieg oder die Rolle der Kirche zentrale Themen der Serie.
Die Serie wurde von Cécile Lorne und Camille Treiner gemeinsam in Zusammenarbeit mit dem Regisseur Alexandre Laurent geschrieben. Das Budget entsprach ca. 20 Millionen Euro und übertraf damit die 17 Millionen Euro von Der Basar des Schicksals. Dies wurde von Produzentin Iris Bucher mit der größeren Anzahl von Rollen sowie den Dreharbeiten außerhalb des Studios, die hohe Reise- und Unterkunftskosten sowie Aufwandsentschädigungen erforderten. Unter anderem waren 150 Schauspieler, 3000 Statisten und 130 Pferde an den Dreharbeiten beteiligt, zudem benötigte man große Mengen an historischen Kostümen und Fahrzeugen.

### Dreharbeiten
Die Dreharbeiten fanden vom 12. Mai bis 13. Juli 2021 größtenteils in der Region Grand Est, insbesondere im Département Vosges in Plombières-les-Bains, in der Manufacture royale in Bains-les-Bains, in Senones, am Lac de la Maix, in Vexaincourt und in Gérardmer statt. Einige Szenen wurden auch in den Départements Pas-de-Calais, Somme sowie Seine-et-Marne gedreht.
Die Gemeinde Plombières-les-Bains stellte den Hauptschauplatz der Serie, Saint-Paulin, dar. Der Ort eignete sich insbesondere deshalb gut, da er über viele Gebäude des Zweiten Kaiserreichs und der Belle Époque verfügte. Der Départementrat der Vogesen unterstützte das Projekt mit 80.000 Euro: Diese finanzielle Unterstützung sollte die Position der Vogesen als wichtigen Drehort in der Region Grand Est festigen.
Da man als Kulisse für das Kloster von Saint-Paulin keinen passenden Drehort gefunden hatte, wurden zwei Orte genutzt: die Kartause Notre-Dame-des-Près in Neuville-sous-Montreuil und das Kloster Valloires, die nur etwa 20 Kilometer voneinander entfernt liegen. Das Jonglieren zwischen beiden Drehorten machte eine präzise Planung vonnöten.
Einige Szenen wurden im Studio in Paris gedreht, insbesondere solche, die Spezialeffekte benötigten, wie zum Beispiel die Szenen mit dem Flugzeug Lucien Charriers.
Zwei Historiker begleiteten die Dreharbeiten: Françoise Thébaud, Spezialistin für Frauengeschichte, die bezüglich der Position und Rolle der Frau in den Jahren 1914 bis 1918 beriet, und Jean-Pierre Verney, ein Spezialist des Ersten Weltkriegs, dessen Sammlung die Grundlage für das Musée de la Grande Guerre du Pays de Meaux bildete. Man versuchte, bei den militärischen Anzügen und den historischen Fakten so nah an der Wahrheit zu bleiben, wie möglich. Dennoch erlaubte man sich kleine Abweichungen zur Realität, um den Handlungsverlauf zu ermöglichen. Françoise Thébaud erläuterte beispielsweise, dass eine Figur wie Caroline Dewitt in der Wirklichkeit nicht hätte existieren können, da man 1914 allseits davon ausgegangen sei, dass der Krieg nur von kurzer Zeit sein würde und man somit keine Frauen in die mechanische Industrie berufen hätte. Auch wurden beispielsweise Waffen genutzt, die im September 1914 noch keine Verwendung gefunden hätten.

### Veröffentlichung
Die Serie wurde bei einer Vorpremiere in einem Pariser Kino am 5. September 2022 das erste Mal der Öffentlichkeit vorgestellt. Am 10. September 2022 folgte eine weitere Premiere im Kino von Plombières-les-Bains, dem Hauptdrehort der Serie, in Anwesenheit einer großen Zahl von Statisten. Am 15. September des gleichen Jahres wurde die Serie zudem beim Festival de la fiction TV in La Rochelle vorgestellt.
Die erste öffentliche Ausstrahlung erfolgte in der französischsprachigen Schweiz auf dem Sender RTS Un vom 2. bis 23. September 2022. Es folgte die Ausstrahlung in Belgien auf La Une vom 13. September bis 4. Oktober 2022 und im französischen Fernsehen auf TF1 vom 19. September bis 10. Oktober 2022. Die Ausstrahlung der ersten Folge im französischen Fernsehen erreichte einen Marktanteil von 25,1 % bei 5,57 Millionen Zuschauern. Seit dem 19. Januar 2023 ist die Serie zudem weltweit auf Netflix abrufbar.